# Amixtlán
Amixtlán là một đô thị thuộc bang Puebla, México. Năm 2005, dân số của đô thị này là 5000 người.